# 대한민국 형사소송법 제172조의2
대한민국 형사소송법 제172조는 감정유치와 구속에 대한 형사소송법의 조문이다.

## 조문
제172조의2(감정유치와 구속) ① 구속 중인 피고인에 대하여 감정유치장이 집행되었을 때에는 피고인이 유치되어 있는 기간 구속은 그 집행이 정지된 것으로 간주한다.
②전항의 경우에 전조 제3항의 유치처분이 취소되거나 유치기간이 만료된 때에는 구속의 집행정지가 취소된 것으로 간주한다.
[본조신설 1973.1.25.]

第172條의2(鑑定留置와 拘束) ① 拘束 中인 被告人에 對하여 鑑定留置狀이 執行되었을 때에는 被告人이 留置되어 있는 期間 拘束은 그 執行이 停止된 것으로 看做한다.
②前項의 境遇에 前條 第3項의 留置處分이 取消되거나 留置期間이 滿了된 때에는 拘束의 執行停止가 取消된 것으로 看做한다.
[本條新設 1973.1.25.]

## 참고 문헌
- 손동권 신이철, 새로운 형사소송법(초판, 2013), 세창, 2013. ISBN 9788984114081